# Milan Vogrinec
Milan Vogrinec, slovenski policist in veteran vojne za Slovenijo, * ?.

## Odlikovanja in nagrade
Leta 2004 je prejel častni znak svobode Republike Slovenije z naslednjo utemeljitvijo: »za izjemne zasluge pri obrambi svobode in uveljavljanju suverenosti Republike Slovenije«.